# Lathrobium rufonitidum
Lathrobium rufonitidum är en skalbaggsart som beskrevs av Edmund Reitter 1909. Lathrobium rufonitidum ingår i släktet Lathrobium, och familjen kortvingar. Arten är reproducerande i Sverige.